# 小澤麗那
小澤 麗那（おざわ れな、1996年1月26日 - ）は、日本の女性声優。愛知県出身。ゆーりんプロ所属。かつてはブライトイデア（旧：ビットプロモーション）に所属していた。

## 経歴
日本ナレーション演技研究所卒業生、南山大学の卒業生である。2016年4月発売のPS Vita専用ゲーム「バレットガールズ2」のモブ部員役がビットプロモーション（現：ブライトイデア）在籍後の初仕事となった。
2021年10月31日をもってブライトイデアを退所。2021年11月1日より、芸名を小澤麗那から堀宮れなに変更し、フリーランスでの活動を開始。2022年6月より、芸名を小澤麗那に戻し、ゆーりんプロ所属となった。

## 人物
- 名古屋弁を話せるほか、英語検定準2級を所持しており[2]、英語が堪能である[8]。
- 趣味は美少女探し、1人カラオケ、バレーボール、卓球で、特技はピアノである[2]。
- また、ハロー!プロジェクトなどのアイドルも好きである[9]。
- プリン検定の資格を持っている[2]。
- ブライト イデア所属時の先輩でもある上間江望と仲が良い[10]。

## 出演

### テレビアニメ
- 安達としまむら（2020年、デロス[11]）
- ノケモノたちの夜（2023年、町の女性[12]）
- 想星のアクエリオン Myth of Emotions（2025年、花の巫女[13]、興行主[14]、街の人[11]）
- 戦隊大失格（2025年、市民[15]）

### Webアニメ
- おねがいっパトロンさま!（2020年）

### ゲーム
2015年
- ドラゴンシューター

2016年
- Kyoto Colorful Days（渡辺マドカ）
- 彗星のアルナディア
- バレットガールズ2（も部の部員）

2017年
- レジェンヌ（夢路メアリ、夢路ケイト）
- オメガラビリンスZ（チチ）

2018年
- ぎゃる☆がん2（藤原佐織、西口つかさ）
- 三極ジャスティス（メディック）

2019年
- キグルミキノコ Q-bit（埜乃耳さらら）
- 成り上がり～華と武の戦国～（藤原伊子、京極マリア）

2020年
- レムナント：フロム・ジ・アッシュ（ルス）

2021年
- 舞歌ファンタジア（木花卯月）

2023年
- 白猫プロジェクト（ウルスラ、エイダ）
- アルケランド（ヴァラク）
- アイドルマスター シャイニーカラーズ（2023年 - 2024年、郁田はるき）
- アイドルマスター シャイニーカラーズ Song for Prism（2023年 - 2024年、郁田はるき）

2024年
- モンスターストライク（金枝篇）

### 吹き替え
- キラーズ・セッション（2019年、モーガン）

### オーディオドラマ
- 推し活らいふ！（2024年、葛西芽依）

### デジタルコミック
- 琴崎さんがみてる（2021年、小室シズカ、滝本リョウコ、女子A・C）
- ギンカとリューナ（2022年、ベレッタ[23]）
- 蛇はキッスで鷲を狩る（2024年、ミカ[24]）
- 奪われ続けた令嬢は虹乙女と呼ばれた（2024年、パトリツィア・グライスナ―[25]）

### ラジオ
※はインターネット配信。
- アイドルマスター シャイニーカラーズ はばたきラジオステーション（2023年 - 、ASOBI CHANNEL※） - 週替わりパーソナリティ

### インターネットテレビ
- インティ・クリエイツ らいぶ 第2回 ～祝ぎゃる☆がん世界発売の巻（ニコニコ生放送：2016年2月6日）※アシスタントを担当[2]
- レナステ!（ニコニコ動画：2016年6月8日 - ）[26][注 1]
- 村上奈津実・小澤麗那のGamer放送局（YouTube live/ニコニコ生放送：2024年4月30日 - ）[27]

### イベント
- 大宮発アキバ行き！9（2015年6月21日）[28]
- 大宮発アキバ行き！10（2015年12月19日）[29]
- 大宮発アキバ行き！11（2016年5月15日）[30]

### 舞台
- アリスインプロジェクト「ともだちインプット[31]」（2018年11月7日 - 18日、池袋・シアターKASSAI） - 星組 クロト 役
- Otona Project-Produce 4i5Nぷろじぇくと　朗読劇『タツノオトシゴ[32]』（2024年10月19日、渋谷・CBGKシブゲキ!!） - ソラ 役
- 朗読劇「ネコたん！弐 ぷらす 〜猫町怪異奇譚〜」仮面遊戯殺猫事件（2025年6月19日、あうるすぽっと） - 財部梨杏 役[注 2]

### 映像商品
- THE IDOLM@STER SHINY COLORS 5.5th Anniversary LIVE「星が見上げた空」Blu-ray（2024年）[34]
- 「異次元フェス アイドルマスター★♥ラブライブ！歌合戦」Blu-ray（2024年）[35]

## ディスコグラフィ

### キャラクターソング
| 発売日   | 商品名                                                                           | 歌                     | 楽曲                                                   | 備考                                                                     |
| 2023年   | 2023年                                                                           | 2023年                 | 2023年                                                 | 2023年                                                                   |
| -------- | -------------------------------------------------------------------------------- | ---------------------- | ------------------------------------------------------ | ------------------------------------------------------------------------ |
| 10月18日 | THE IDOLM@STER SHINY COLORS Song for Prism 星の声                                | シャイニーカラーズ     | 「星の声」                                             | ゲーム『アイドルマスター シャイニーカラーズ Song for Prism』テーマソング |
| 11月8日  | THE IDOLM@STER SHINY COLORS “CANVAS” 08                                          | コメティック           | 「無自覚アプリオリ」 「くだらないや」 「平行線の美学」 | ゲーム『アイドルマスター シャイニーカラーズ』関連曲                      |
| 2024年   |                                                                                  |                        |                                                        |                                                                          |
| 3月2日   | THE IDOLM@STER SHINY COLORS SOLO COLLECTION -6thLIVE TOUR Come and Unite! part1- | 郁田はるき（小澤麗那） | 「無自覚アプリオリ」                                   | ゲーム『アイドルマスター シャイニーカラーズ』関連曲                      |
| 3月2日   | THE IDOLM@STER SHINY COLORS SOLO COLLECTION -6thLIVE TOUR Come and Unite! part2- | 郁田はるき（小澤麗那） | 「くだらないや」                                       | ゲーム『アイドルマスター シャイニーカラーズ』関連曲                      |
| 3月2日   | THE IDOLM@STER SHINY COLORS SOLO COLLECTION -6thLIVE TOUR Come and Unite! part3- | 郁田はるき（小澤麗那） | 「平行線の美学」                                       | ゲーム『アイドルマスター シャイニーカラーズ』関連曲                      |
| 4月3日   | THE IDOLM@STER SHINY COLORS Song for Prism ハナムケのハナタバ / 青空             | コメティック           | 「ハナムケのハナタバ」                                 | ゲーム『アイドルマスター シャイニーカラーズ Song for Prism』関連曲       |
| 7月27日  | THE IDOLM@STER SHINY COLORS LIVE FUN!! -Beyond the Blue sky part2-               | 郁田はるき（小澤麗那） | 「SNOW FLAKES MEMORIES」 「Let's get a chance」        | ゲーム『アイドルマスター シャイニーカラーズ』関連曲                      |
| 11月27日 | THE IDOLM@STER SHINY COLORS Song for Prism Heads or Tails？ / グッバイ           | コメティック           | 「Heads or Tails？」                                   | ゲーム『アイドルマスター シャイニーカラーズ Song for Prism』関連曲       |
| 12月4日  | THE IDOLM@STER SHINY COLORS COLORFUL FE@THERS -CoMETIK-                          | 郁田はるき（小澤麗那） | 「夢模様キャンバス」                                   | ゲーム『アイドルマスター シャイニーカラーズ』関連曲                      |
| 12月11日 | THE IDOLM@STER SHINY COLORS ECHOES 08                                            | コメティック           | 「泥濘鳴鳴」 「Clean.Clean up」 「Migratory Echoes」   | ゲーム『アイドルマスター シャイニーカラーズ』関連曲                      |